# One Step Beyond
One Step Beyond – album studyjny amerykańskiego saksofonisty jazzowego Jackiego McLeana, wydany z numerem katalogowym BLP 4137 i BST 84137 w 1964 roku przez Blue Note Records.

## Powstanie
Materiał na płytę został zarejestrowany 30 kwietnia 1963 roku przez Rudy'ego Van Geldera w należącym do niego studiu (Van Gelder Studio) w Englewood Cliffs w stanie New Jersey. Produkcją albumu zajął się Alfred Lion.

## Lista utworów
Opracowano na podstawie materiału źródłowego.
Wydanie LP
Strona A
| Nr | Tytuł utworu          | Muzyka             | Długość |
| -- | --------------------- | ------------------ | ------- |
| 1. | „Saturday and Sunday” | Jackie McLean      | 10:31   |
| 2. | „Frankenstein”        | Grachan Moncur III | 8:27    |
|    |                       |                    | 18:58   |

Strona B
| Nr | Tytuł utworu | Muzyka | Długość |
| -- | ------------ | ------ | ------- |
| 1. | „Blue Rondo” | McLean | 4:52    |
| 2. | „Ghost Town” | Moncur | 14:39   |
|    |              |        | 19:31   |

Utwór dodatkowy na reedycji (2009)
| Nr | Tytuł utworu                           | Muzyka | Długość |
| -- | -------------------------------------- | ------ | ------- |
| 1. | „Saturday and Sunday (alternate take)” | McLean | 8:32    |
|    |                                        |        | 8:32    |

## Twórcy
Opracowano na podstawie materiału źródłowego.
Muzycy:
- Jackie McLean – saksofon altowy
- Grachan Moncur III – puzon
- Bobby Hutcherson – wibrafon
- Eddie Khan – kontrabas
- Anthony Williams – perkusja

Produkcja:
- Alfred Lion – produkcja muzyczna
- Rudy Van Gelder – inżynieria dźwięku
- Reid Miles – projekt okładki
- Francis Wolff – fotografia na okładce
- Jackie McLean – liner notes
- Michael Cuscuna – produkcja muzyczna (reedycja z 2009)
- Bob Blumenthal – liner notes (2009)